# Royaume d'Arles
 (décembre 2023).
Pour les articles homonymes, voir Bourgogne et Royaume de Bourgogne.
933–1378
Entités précédentes :
- Royaume de Haute-Bourgogne (transjurane)
- Royaume de Basse-Bourgogne (cisjurane et Provence)

Entités suivantes :
- Saint-Empire romain germanique :
 -  Comté de Bourgogne
-  Principauté de Montbéliard 
-  Principauté épiscopale de Sion 
-  Comté de Savoie 
-  Duché de Zähringen
-  Comté de Genève
-  Comté de Provence
-  Principauté d'Orange
-  Principauté épiscopale de Bâle
- Royaume de France : 
  -  Comté de Forez (1167)
-  Vivarais (1308)
-  Lyonnais (1312) 
-  Dauphiné (1349)
- Comtat Venaissin (1274)

Le royaume d'Arles (ou royaume des Deux-Bourgognes ou second royaume de Bourgogne) était un État féodal qui a existé de 933 à 1378, incorporé au Saint-Empire romain germanique à partir de 1032.

## Limites géographiques
Le royaume d'Arles incluait :
- Le comté de Bourgogne
- La moitié ouest de la Suisse actuelle jusqu'à l'Aar
- La Vallée d'Aoste
- Le Lyonnais,
- La Bresse et la Dombes
- Le Bugey et le pays de Gex
- La Savoie
- Le Vivarais
- Le Dauphiné français 
  - Le Dauphiné « italien » :
    - Le val de Suse
    - Le val Cluson
    - Le val Varaita
    - Châteaudauphin
    - La haute vallée de la Varache
- La Provence avec le comté de Nice
- Le nord-est du Gard avec Uzès et Alès

## Historique
Le traité de Verdun de 843 donne naissance, à l’ouest de la Saône, à une Bourgogne française (ou Bourgogne franque, d'où sort vers 918 la Bourgogne ducale), et à l’est de cette même rivière, à une Bourgogne impériale, lot de l’empereur Lothaire (d'où sort vers 982 la Bourgogne comtale). Les héritiers mâles de Lothaire (Louis II d'Italie, Lothaire II de Lotharingie, Charles de Provence) disparaissent les uns après les autres et chacun des descendants de Lothaire par les femmes, ou de ses frères Louis et Charles, tente de dépouiller sa parentèle.
Au IXe siècle, la Bourgogne impériale voit naître, en son sein, deux royaumes :
- le premier, au sud, touchant les rives de la Méditerranée, prend le nom de Royaume de Provence appelé aussi Basse-Bourgogne ou Bourgogne cisjurane (la Cisjurane correspond au duché de Lyon-Vienne prolongé par le Dauphiné, la Maurienne, la Savoie propre et la Bourgogne provençale autour de Valence et Die) (royaume créé en 855 à la mort de l'empereur Lothaire pour le dernier de ses fils, Charles de Provence (mort en 863), Lothaire étant lui-même l'aîné des petits-fils de Charlemagne ; après Charles vinrent son neveu par alliance le roi Boson, proclamé en 879, puis le fils de ce dernier, Louis l'Aveugle, en 890) ;
- le second, appelé royaume de Bourgogne transjurane, ou Haute-Bourgogne, situé à l'origine en Helvétie (on l'appelle aussi simplement Bourgogne jurane) à l'est des monts du Jura ; royaume fondé en 888 à la mort de l'empereur Charles le Gros), intègre rapidement d'autres domaines, dont les terres Outre-Saône du comté de Bourgogne, le nord-est de la Savoie et la vallée d'Aoste, .

Vers 933 (en tout cas entre 928 — mort de l'empereur Louis l'Aveugle — et 947 — mort d'Hugues d'Arles), sous le règne du roi de Bourgogne transjurane Rodolphe II (petit-fils maternel du roi Boson et neveu de Louis l'Aveugle), le royaume de Bourgogne et le royaume de Provence s'unissent. Le royaume ainsi formé prend le nom de « royaume des Deux-Bourgognes » et se place sous la suzeraineté des souverains germaniques.

### La succession de Louis l'Aveugle (930-942) et l'annexion au royaume de Bourgogne transjurane (942-1032)

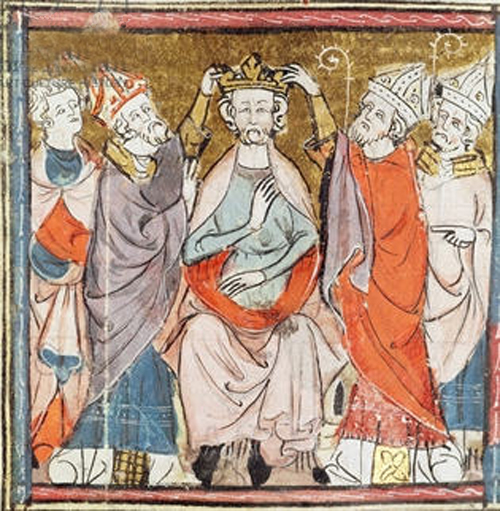
Le souverain franc Raoul de France appartenait à la famille royale de Vienne.

En 928, à la mort de Louis l'Aveugle (fils de Boson et petit-fils maternel de l'empereur Louis II d'Italie), la souveraineté sur le royaume de Provence fut très incertaine. Les négociations entamées dans le courant de l'année entre Raoul de France (fils du duc de Bourgogne Richard le Justicier, il était aussi le neveu paternel du roi Boson de Provence et donc le cousin germain de feu Louis l'Aveugle) et Hugues d'Arles, qui tentait alors d'évincer Charles-Constantin (fils de Louis l'Aveugle), restèrent sans effet.
Vers 933, le roi de Bourgogne transjurane Rodolphe II (régnant alors sur l'Helvétie et l'Alsace méridionale : Bâle et l'Ajoie ; avec des prétentions sur la Souabe et le Brisgau, dont il obtint concrètement l'Aargau ; roi d'Italie entre 922 et 926), en compétition avec Hugues d'Arles pour la couronne d'Italie, aurait obtenu de ce dernier la cession de l'ancien royaume de Provence en échange de l'abandon de ses ambitions italiennes. L'historien Poupardin cite Liutprand de Crémone : « Quand le roi Hugues l’apprit, il lui envoya des députés, et donna à Rodolphe toute la terre qu’il avait tenue en Gaule avant de monter sur le trône, en même temps qu’il recevait de lui le serment qu’il ne rentrerait jamais en Italie ». Cet accord, dont l'existence (ou du moins sa date) est discutée, aurait écarté définitivement Charles-Constantin de Vienne de la succession de son père Louis l'Aveugle, et l'aurait conduit à faire appel au roi des Francs Raoul.
Malgré l'intervention de Raoul de France, qui apparaît à Anse dès juin 932,, Charles-Constantin ne parvint à conserver que le gouvernement de Vienne et du Viennois. Celle d'Otton Ier de Germanie contre Hugues d'Arles, qui tenta un dernier retour à la mort de Rodolphe II en 937 en épousant sa veuve Berthe de Souabe, permit finalement au jeune Conrad III le Pacifique, fils de Berthe et Rodolphe, d'accéder au trône.
La paix revenue après 940, un accord tripartite entre Français, Ottoniens et Bosonides conforta la position du nouveau roi de Bourgogne par une série de mariages royaux : Conrad le Pacifique épousa en 964 Mathilde, la sœur du roi de France Lothaire (fils du successeur du roi Raoul, Louis IV d'Outremer), et Otton maria en 951 Adélaïde, la sœur de Conrad. Parallèlement, le puissant marquis-comte de Provence Hugues le Noir, aussi duc de Bourgogne et frère cadet du roi Raoul, apparaît alors comme le gardien de l'héritage bivinide aux marges du royaume de France et du royaume de Conrad.
Par l'accord de Visé-sur-Meuse en 942, Louis IV d'Outremer rétrocéda l'ancien duché de Lyon-Vienne et donc le nord de l'ancien royaume de Provence (la Cisjurane) à Conrad le Pacifique de Bourgogne .
Par la suite le titre comtal de Charles-Constantin de Vienne, pour lequel il dut rendre hommage au jeune souverain de Bourgogne, réapparaît ponctuellement, au gré des stratégies matrimoniales de l'aristocratie régionale, donnant vraisemblablement naissance aux maisons comtales qui émergent un peu avant l'an mil (comtes d'Albon/de Viennois et comtes de Savoie ; le comté de Vienne proprement dit est annexé par les archevêques, puis ressuscité de manière honorifique en faveur des comtes anscarides de Mâcon puis de leurs descendants par les femmes de la maison de Vienne, de la fin du XIe/1re moitié du XIIe siècle à 1263) ; autour de l'an mil, l'affaiblissement du royaume d'Arles s'accompagne aussi de l'émergence des comtes de Lyon et de Forez, des comtes anscarides de Bourgogne, des comtes de Genève, de Provence, de Montbéliard et de Ferrette, etc.).

### Main mise du Saint Empire
Sous le règne de Rodolphe III, la tutelle germanique se fait plus pesante et finit par étouffer son autorité. À la mort de l'empereur Otton II du Saint-Empire, la mère de ce dernier, Adélaïde de Bourgogne, s'impose. Elle est également la tante de Rodolphe III. La Bourgogne devient alors un territoire sur lequel le pouvoir impérial va tenter de s'imposer et exercer une forme de tutelle,. L'Empereur Otton III du Saint-Empire se pose en protecteur de l'Église en terre bourguignonne. En 997, il oblige ainsi le roi Rodolphe III à rendre des terres à l'évêque de Lausanne,.
Face à l'intervention impériale, le roi Rodolphe veut réagir et tente de réduire cette influence en s'appuyant notamment sur les évêques,. Il se lance ainsi dans un « ensemble de donations de droits comtaux » (Coutaz, 2008) en faveur du pouvoir ecclésiastique (Tarentaise en 996, Sion en 999, Lausanne en 1011, Vienne en 1023). L'historien blege Henri Pirenne (1900) a souligné que « tout ce qui était donné aux évêques était autant de pris sur les princes laïques et ce n'était pas se dépouiller que les enrichir ; car plus ils étaient forts, plus efficaces étaient les services qu'ils rendaient à la couronne ». Le médiéviste René Poupardin insiste cependant sur le fait que ces donations offrent plus de droits aux récipiendaires qu'elles n'impliquent de devoirs envers leur suzerain.
Après l’an mil, le roi Rodolphe ne maintient plus la tradition de réunir en conciles les évêques de ses États. Les prélats bourguignons se tournent donc vers un autre pôle de souveraineté, l'empereur. Dès 1007, les archevêques de Lyon et de Tarentaise, les évêques de Genève et de Lausanne participent au concile de Francfort,. Profitant de l'affaiblissement de la royauté, les prélats acquièrent une nouvelle indépendance.
Par la suite, pour se concilier l'appui du clergé contre les nobles, le roi fait plusieurs donations importantes aux évêques de Bâle, de Sion et de Lausanne. À ce dernier, il cède en 1011 le « comté de Vaud », c'est-à-dire la charge de comte et les droits régaliens (droits publics exercés à l'origine par le roi) sur les routes, les péages, les forêts, la monnaie, les marchés, les mesures, les eaux, les criminels, dans l'étendue du comté. Le 15 février 1018, à la demande de ses familiers, Rodolphe III donne, ou plutôt rend à l'abbaye de Saint-Maurice d'Agaune les fiefs de Sciex, de Lully, de Commugny, la moitié de Pully, Oron, la pauté (?) de Vuadens, Bouloz, le plaid de Vevey, Lutry, Vouvry, Ollon, Villy, Naters, quelques droits à Saint-Maurice et l'ensemble des alpages du Chablais.

Le royaume d'Arles entre le royaume de France le Saint-Empire romain germanique en 1030.

En 1032, à la mort sans postérité du fils de Conrad le Pacifique, Rodolphe III, Conrad II le Salique, duc de Franconie et empereur romain germanique, neveu par alliance de Rodolphe, hérite du trône de Bourgogne qui est alors annexé au Saint-Empire, suscitant la révolte de l'aristocratie de la région, au profit de Eudes II de Blois, plus proche héritier. Après une guerre de deux ans, le parti Blésiste est vaincu et le royaume rentre dans l'orbite Impériale définitivement.

### Le royaume d'Arles au sein du Saint-Empire

#### La royauté d'Arles effectivement assurée par les empereurs (1032-1250)
L'empereur prend possession du royaume de Bourgogne et d'Arles et le royaume devient un membre du Saint-Empire romain. Dès lors, les Empereurs se regardent constamment comme roi d'Arles, en vertu de la donation de Rodolphe. Mais leur domination est plus nominale que réelle. Ils y firent de temps à autre des actes de souveraineté.
Les empereurs Conrad II (le Salique, de Franconie) et Henri III, son fils, sont successivement couronnés rois de Bourgogne et d’Arles en 1033 à Payerne et en 1038 à Soleure.
→ Au XIIe siècle, Lothaire de Supplinbourg (1075-1137), successeur de la maison de Franconie, prend le titre de roi d'Arles et nomme Conrad, duc de Zähringen, gouverneur/vicaire du royaume d'Arles.

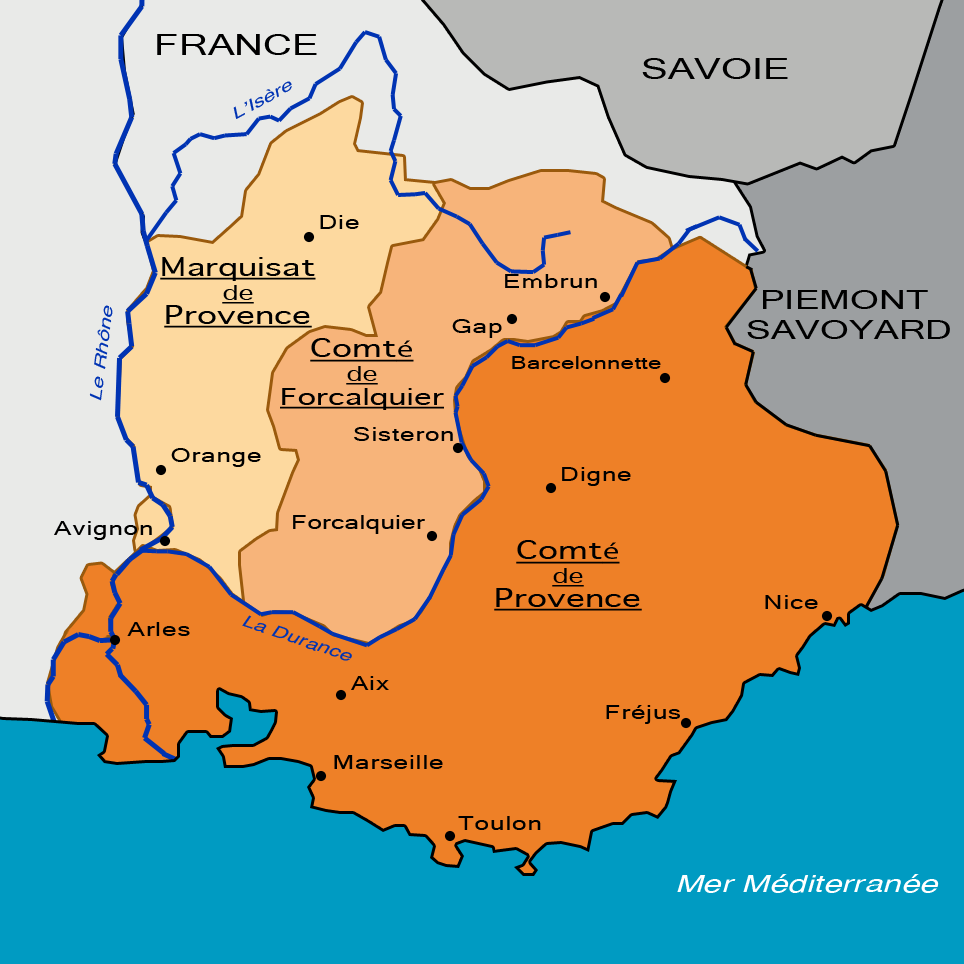
Partage de la Provence en 1125

Le successeur de Lothaire, Conrad III, confirme à son fils Berthold IV de Zähringen (le fondateur de Fribourg) le titre de recteur de Bourgogne et lui donne un caractère héréditaire, charge à lui de faire respecter son droit. La maison de Zähringen restera rectrice d'Arles jusqu'à la disparition sans descendance de Berthold V (le fondateur de Berne), en 1218. En 1125, le marquisat de Provence se détache du comté de Provence pour passer au comté de Toulouse. Au XIIe siècle, les comtes de Provence et de Toulouse, même s'ils sont censés tenir respectivement le comté et le marquisat de Provence de l'Empire, consentent à grand-peine à rendre hommage à l'Empereur. Par des empiétements successifs, le royaume est réduit à sa plus simple expression : quelques châteaux en Provence et dans le Comtat.
Les empereurs Conrad III (1093-1152 ; arrière-petit-fils maternel d'Henri III) et son neveu Frédéric Barberousse (1122-1190) tentent de restaurer une suzeraineté que leur éloignement affaiblit, en s'appuyant sur les princes ecclésiastiques en lutte perpétuelle contre les seigneurs laïcs. Conrad III inféode en 1144 à l'archevêque d'Arles les quelques châteaux qui lui restent ; les archevêques d'Arles deviennent les représentants des empereurs en Provence alors que l'archevêque de Vienne devient archichancelier du royaume de Bourgogne et d'Arles. Conrad III et Frédéric Barberousse profitent des dissensions entre les familles des Baux et celle des Béranger pour faire acte de suzeraineté sur la Provence et se faire rendre hommage de la Provence. En 1162, Frédéric Barberousse, par une charte datée de Turin, confirme à Hugues des Baux l'investiture que Conrad III avait accordée à son père Raymond des Baux et donne le comté de Provence et d’Arles à titre de fief à Raymond, en réservant les droits de l’Empire. En 1178, Frédéric Barberousse se fait couronner roi de Bourgogne dans la cathédrale Saint-Trophime d'Arles par l'archevêque Raimon de Bollène.
Henri VI (1165-1197 ; fils de Barberousse) puis Otton IV (1177-1212 ; neveu par alliance d'Henri VI) succèdent à Frédéric Barberousse. Le second essaye de rétablir un semblant d'autorité sur le royaume en nommant son proche Gervais de Tilbury Maréchal de la cour impériale pour le royaume d'Arles. Arles est à l'époque au carrefour de toutes les rivalités et ce contexte peut expliquer le portrait médiocrement flatteur de ses habitants tel que le dresse Gervais de Tilbury :
« Près du cours du Rhône, les souffles sont plein de force, et les hommes sont engendrés gonflés de vent, vains, inconstants et suprêmement menteurs dans leurs promesses ».
Et c’est dans cette cité provençale qu'il entreprend pour l’empereur, en 1212, la rédaction des Otia imperialia (Les Divertissements pour un empereur).

En 1215, Frédéric II (1194-1250), petit-fils de Barberousse, succède à Otton après que ce dernier a été déposé à la suite de la bataille de Bouvines. À peine parvenu à l'Empire, de Bâle où il tient sa cour, Frédéric II se déclare roi d'Arles devant les prélats du pays et tente de relever le royaume. Il est le dernier des empereurs à s'immiscer avec quelques succès dans les affaires de Provence.

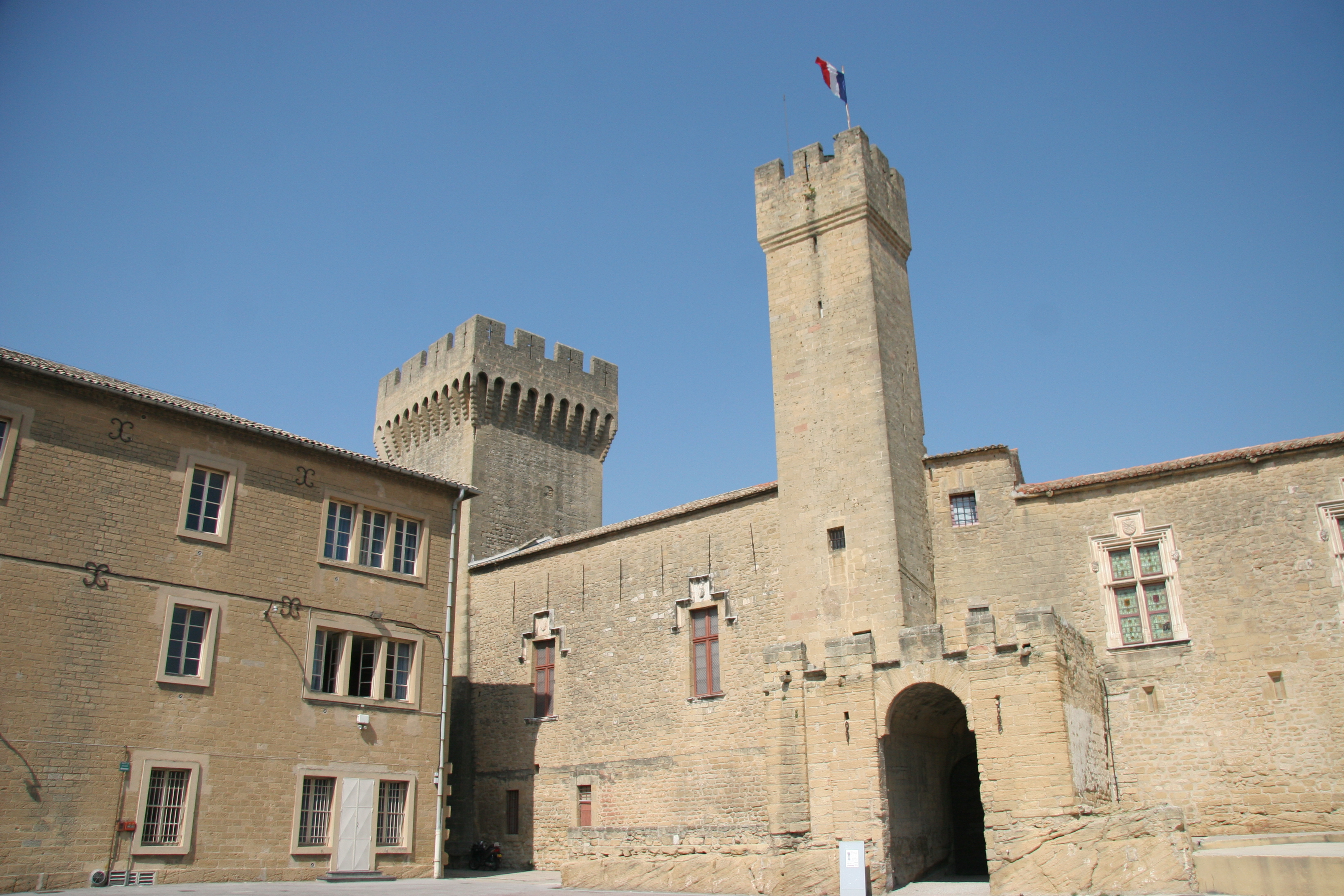
Le château de l'Empéri, résidence des archevêques et des rois d'Arles.

→ Pour ce faire, il accorde la vice-royauté d'Arles à Guillaume Ier des Baux-Orange, prince d'Orange (1215-1218). À sa mort, il confère ensuite le vicariat du royaume d'Arles à Guillaume VI de Montferrat, marquis de Montferrat, puis Hugues Béroard, archevêque d'Arles (1230-1232).
Finalement, il se fera sacrer roi d'Arles en 1231 par ce dernier personnage et récupérera alors directement, pour un temps, le gouvernement du royaume, utilisant un proche nommé Caille de Gurzan, dépositaire de l'autorité royale, comme son relais dans la région. Les affaires d'Italie lui imposent cependant de délaisser de nouveau le sud-est de la Gaule, et 4 autres vicaires se succéderont : Henri de Revello (? - 1238), Supramonte Lupo (1238), Bernard de Lorette (1238 - 1240) et Gautier de Manupello (1240 - ?). Toutefois ces derniers, petits seigneurs Italiens, n'étaient ni des nobles locaux ni des personnages important, et ils n'eurent jamais les moyens réels de leur office.

#### Affaiblissement de l'autorité impériale

Le Saint Empire romain germanique vers l'an mil (en jaune : le royaume de Bourgogne).

L’autorité de l’Empire sur le « royaume de Bourgogne et d’Arles » est plus honorifique que directe et réelle. La suzeraineté n'est efficace qu'entre les mains des empereurs puissants qui peuvent intervenir dans l’Est et le Midi de la France, mais elle s'éclipse facilement sous des princes faibles dans les territoires trop éloignés des frontières impériales. Non seulement les empereurs sont impuissants à diriger eux-mêmes ce royaume, mais ils sont aussi incapables de le confier à des princes vassaux. Ils se heurtent d’ailleurs à l’hostilité toujours croissante des comtes et seigneurs du royaume.
Après Frédéric II, l'autorité impériale sur le royaume arlésien n'est plus qu'une ombre. Trop occupés à des guerres lointaines, ses successeurs se trouvent hors d'état de maintenir leur souveraineté sur la Bourgogne. La puissance des archevêques d'Arles, privés de tout appui matériel, suit dans son déclin la chute de l'autorité impériale en Provence pendant que la puissance des comtes se renforce. Charles Ier (1226-1285), de la maison d'Anjou, succède à celle de Barcelone. Charles d'Anjou est plus puissant qu'aucun de ses prédécesseurs. Pendant près d'un demi-siècle la royauté arlésienne reste en sommeil.
Les empereurs ne savent protéger le royaume des convoitises extérieures des Hasbourgs, Plantagenets et surtout des rois de France qui seront la cause directe de l’extinction du royaume.

#### Les sursauts du royaume d'Arles

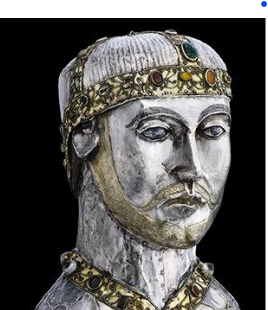
Reliquaire représentant la tête d'un homme portant la couronne de Bourgogne

Les prétentions de la veuve de Saint Louis, la reine Marguerite (1221-1295), l'une des filles de Raimond-Bérenger IV (v. 1198-1245), comte de Provence, en réveillent le souvenir. À la mort de sa sœur, Béatrice, l'épouse de Charles Ier d'Anjou, Marguerite tente de récupérer le comté de Provence. Elle fait assigner son beau-frère, Charles Ier d'Anjou, devant le pape et l'empereur, Rodolphe de Habsbourg, dont elle reconnaît formellement la suzeraineté sur la Provence. L'Empereur ne s'immisce pas dans la querelle mais, Charles d'Anjou étant resté sourd à l'appel, Rodolphe de Habsbourg saisit l'occasion pour affermir ses droits, et inféode la Provence à Marguerite jusqu'à ce que Charles consente à s'entendre avec lui. L'empereur lui accorde alors l'investiture des comtés de Provence et de Forcalquier, et lui confirme tous les privilèges accordés par ses prédécesseurs aux Bérangers (1280 ; il s'agit des comtes de Provence de la maison de Barcelone). Rodolphe de Habsbourg, qui entend profiter de sa position en tant que roi des Romains pour affirmer la position de sa famille, commence alors à négocier avec Charles Ier d'Anjou avec lequel il vient de se réconcilier. L'idée germe en 1280 de restaurer la royauté d'Arles au profit du petit-fils de Charles, le futur roi de Hongrie Charles Martel d'Anjou, également futur beau-fils de Rodolphe via son mariage avec Clémence de Habsbourg. Cette idée rencontre une très vive opposition de la part de l'écrasante majorité des sujets du royaume, et Marguerite se fait alors la championne des opposants au parti Angevin (seuls le Dauphin Humbert Ier et le comte de Valentinois Aymar IV, en conflit avec leur archevêque et évêque respectifs, sont partisans de Charles). Ils se rassemblent à Lyon fin 1281 pour décider de finalement rassembler l'armée à Mâcon pour lutter contre Charles, alors que ce dernier fourbit ses armes en Provence. Finalement, la révolte des Vêpres siciliennes à la Pâque 1282 détourne l'ensemble des forces Angevines vers la Sicile et ce projet de restauration, le dernier, n'ira pas plus avant.
En 1312, le royaume d'Arles est à nouveau mentionné. Henri VII du Saint-Empire, empereur, tient à affirmer les droits de l'Empire sur les territoires qui le composaient. L'empereur, mécontent du parti pris en Italie par Robert d'Anjou (fils de Charles II et petit-fils de Charles Ier), roi de Naples et comte de Provence, en faveur des guelfes et contre lui, condamne à mort Robert d'Anjou et le déchoit de ses terres de Provence qu'il offre à Frédéric II, roi de Sicile, à condition que ce dernier les conquière. Il confirme également tous les droits et privilèges de l'archevêque d'Arles.

### La fin du royaume d'Arles

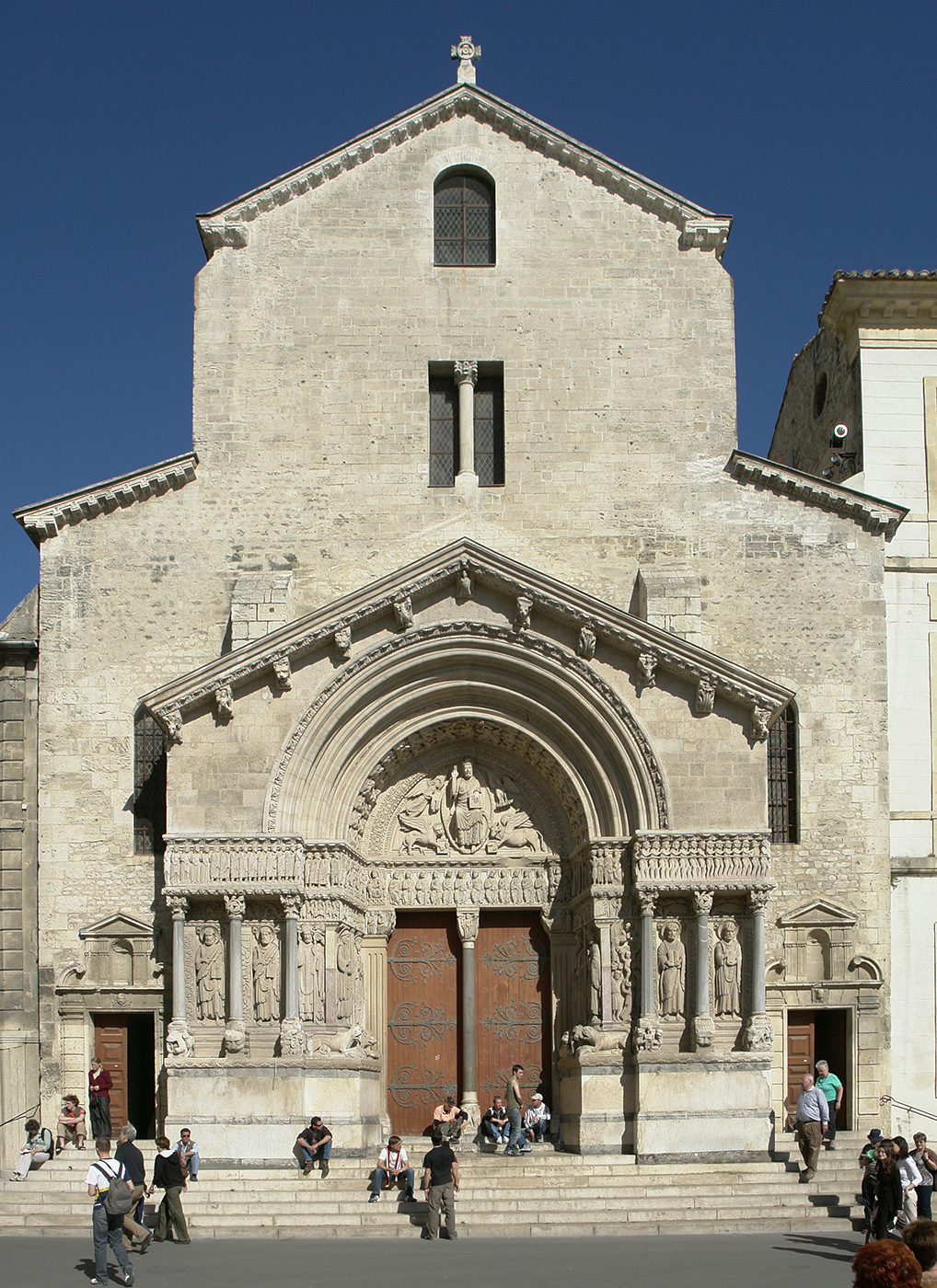
L'ancienne cathédrale Saint-Trophime d'Arles. Lieu de couronnement des rois d'Arles

Cette année là, le démembrement du royaume au profit de la France se poursuit avec le rattachement au royaume de France par Philippe IV le Bel du comté de Lyon, ancienne capitale des Gaules, important carrefour commercial européen et cité majeure du royaume, par le traité de Vienne, le 10 avril 1312. Le comté de Forez est auparavant devenu un État vassal en 1167, alors que l'ensemble du Vivarais a été annexé entre 1271 (Bas-Vivarais) et 1308 (Haut-Vivarais). Le 30 mars 1349, Philippe VI de Valois (neveu maternel de Robert d'Anjou) achète le dauphiné de Viennois par le traité de Romans ; son arrière-arrière-petit-fils Charles VII obtient le Valentinois en 1419/1424, et le fils de ce dernier, Louis XI, obtient la Provence en 1481/1482.
À nouveau, le royaume d'Arles n'entend plus parler des empereurs germaniques jusqu'à ce que Charles IV du Saint-Empire retrouve en 1355 le chemin de la Provence et confirme une fois encore tous les privilèges de l'Église d'Arles.
Jeanne Ire de Naples (petite-fille de Robert d'Anjou) et son mari Louis de Tarente (neveu de Robert d'Anjou), mis en danger à Naples par le roi de Hongrie Louis Ier (petit-neveu de Robert d'Anjou), reviennent en Provence. Jeanne consent à rendre hommage à Charles IV, pour le gouvernement de la Provence, et ce dernier lui accorde par diplôme daté du 1er février 1355 à Aix-en-Provence, l'investiture du comté. Charles IV est de retour en Provence en 1365, et se fait couronner dans l'église Saint-Trophime d'Arles. Des affaires plus importantes dans l'Empire, auxquelles il préfère donner la primeur, rappellent l'empereur Charles IV en Allemagne. Ne pouvant plus songer à la Provence, il prend la décision de s'en débarrasser et cède ses droits sur la couronne d'Arles à Louis Ier d'Anjou en 1366 (petit-fils de Philippe VI de Valois), qui se voit là affranchi de toute suzeraineté. Peu de temps après, Charles abandonne définitivement Arles aux français en accordant au dauphin de France le titre de vicaire impérial de Bourgogne lors d'une visite à Paris le 7 janvier 1378, renonçant ainsi aux droits impériaux, probablement pour obtenir d'autres concessions de la part de Charles, la couronne française. Cette décision confirme le désengagement définitif des empereurs germaniques et l'abandon du royaume. Charles IV meurt la même année et la couronne d'Arles ne sera plus jamais revendiquée. Dans les faits, cela marque la fin du royaume d'Arles, même si ce dernier continue d'exister sur le papier encore plusieurs décennies. Aymar VI de Poitiers-Valentinois (en 1349 ; mort vers 1374), Gautier/Gaucher Adhémar de Monteil de La Garde (en 1358–1359), Amédée VI de Savoie (en 1356–1366) et le prince d'Orange Louis II de Chalon-Arlay (en 1421–1429) portent encore le titre de vicaire impérial au royaume d'Arles.
En fait, la réunion de la Provence à la couronne de France, en 1482 (sans le comté de Nice, cédé à la Savoie dès 1388) met fin à toute idée de rétablissement de ce royaume, dont il n'est définitivement plus question.

### Évolution territoriale
Évoquons les dernières possessions impériales du royaume d'Arles à devenir françaises : la Savoie en 1792 et 1860 (certes rattachée directement à l'Empire en mai 1361 par Charles IV en faveur d'Amédée VI, mais si longtemps bourguignonne…) ; la principauté de Montbéliard en 1793 lors des guerres révolutionnaires (Montbéliard avait fait partie de l'Ajoie). Ces acquisitions marquent la pénétration maximale de la France dans l'ancien royaume de Bourgogne. Auparavant, en plus des terres citées plus haut, le comté de Valentinois est tombé dans l'escarcelle des rois de France en 1419, la Bresse, le Bugey et le pays de Gex sont acquis en 1601 lors du traité de Lyon ; le comté de Bourgogne lors du traité de Nimègue en 1678 ; la principauté d'Orange en 1713 lors des traités d'Utrecht (1713), puis en 1731 ; la/les Dombes en 1762 ; le Comtat Venaissin avec la ville d'Avignon en 1791.
Les restes des anciennes terres royales de Bourgogne non-incorporés à la France épousent maintenant plus ou moins les formes de la Suisse romande, majoritairement constitués du Valais (Sion, abbaye d'Agaune), de Neuchâtel, Lausanne, Genève, du Jura et de l'ancien duché de Zähringen (Fribourg, Soleure et les parties à l'ouest de l'Aar de l'Argovie et du canton de Berne) formellement indépendants de l'Empire depuis les traités de Westphalie de 1648. Et le territoire de la future principauté de Monaco fut anciennement provençal en tant que situé dans le comté de Nice.

## Survivance du concept de royaume de Bourgogne

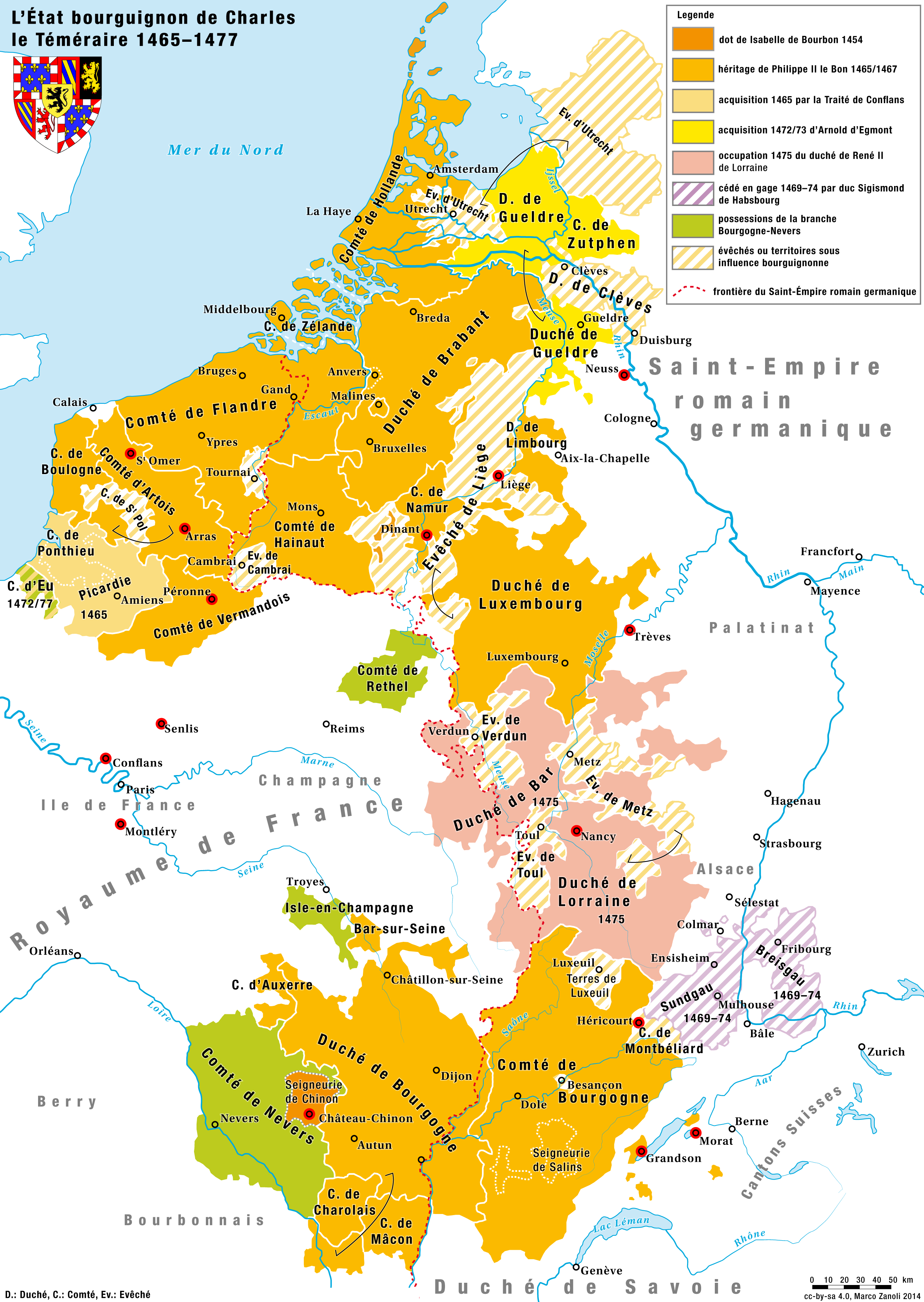
Les États bourguignons sous Charles le Téméraire

L'état bourguignon naît en 1363 avec Philippe le Hardi. Ce dernier ainsi que ses descendants vont hériter et conquérir de nombreux fiefs, essentiellement au nord, dans l'actuel Benelux. Durant le long règne de Philippe le Bon, ce dernier ajoute un grand nombre de principautés à celles qu'il détient à son avènement. L'état Bourguignon commence à avoir les dimensions d'un vrai royaume mais ce dernier est toujours coupé en deux par le duché de Lorraine.
En novembre 1471, le duc de Bourgogne Charles le Téméraire se déclare affranchi de la suzeraineté du roi de France. De cette volonté de ne plus être le vassal même théorique de deux souverains européens, le roi de France et l'empereur du Saint-Empire romain germanique. Charles reprit donc à son compte le projet de son père de ceindre une couronne royale. Mais alors que celui-ci se fondait sur le souvenir du royaume carolingien de Lotharingie, Charles se réfère davantage aux différents royaumes de Bourgogne : des Burgondes, des Mérovingiens, des Bivinides et des Welfs. Si l'existence du royaume de Lotharingie entre 855 et 900 avait été oubliée, le souvenir des différents royaumes de Bourgogne était encore présent et il avait l'avantage de rappeler par son nom le titre principal des détenteurs des États bourguignons.
Aussi, en 1473, lors de la conférence de Trèves qui se déroula entre le 30 septembre et le 25 novembre, l'empereur Frédéric III du Saint-Empire, qui avait refusé d'aider Charles le Téméraire à se faire élire roi des Romains pour en faire son successeur, accepta d'ériger ses possessions en terre d'empire en un royaume de Bourgogne indépendant. L'empereur avait accepté également de faire entrer dans la souveraineté de ce royaume de Bourgogne le duché de Lorraine, le duché de Savoie (qui incluait alors le Piémont, la Bresse, le Bugey, le pays de Vaud, Genève, le duché de Clèves, les évêchés d'Utrecht, Liège, Toul et Verdun. Les ducs de Savoie, de Lorraine, de Clèves et les quatre évêques seraient devenus les vassaux du roi de Bourgogne. Charles exigea également la souveraineté de la Bourgogne sur les cantons suisses. Cependant, l'empereur rompit les pourparlers la veille même du couronnement. Les prétentions de Charles le Téméraire amenèrent les Confédérés suisses et leurs alliés à le combattre lors des guerres de Bourgogne qui mirent fin aux rêves de recréation d'un royaume de Bourgogne. L'état bourguignon continue de survivre tant bien que mal, après la mort du téméraire à la bataille de Nancy.  La France lui enlève notamment la Picardie et le duché de Bourgogne.
A l'extinction de l'État bourguignon en 1512 succède la dernier reliquat bourguignon : le cercle de Bourgogne. Le cercle comprend principalement les anciens États bourguignons, détenus par les Habsbourg dans l’ouest du Saint-Empire. Géographiquement, le cercle est composé de deux parties distinctes : le comté de Bourgogne (Franche-Comté) au sud et les Pays-Bas bourguignons au nord (actuels Belgique, Luxembourg, Pays-Bas et nord de la France. La principauté de Liège et celle de Stavelot-Malmedy, en revanche, relèvent du cercle du Bas-Rhin-Westphalie). Ce cercle de Bourgogne va se rétrécir au fil du temps et perdurer jusque vers 1792, date à laquelle les Français s'emparent des derniers territoires bourguignons dans l'actuelle Belgique.

## Institutions

### Divisions territoriales

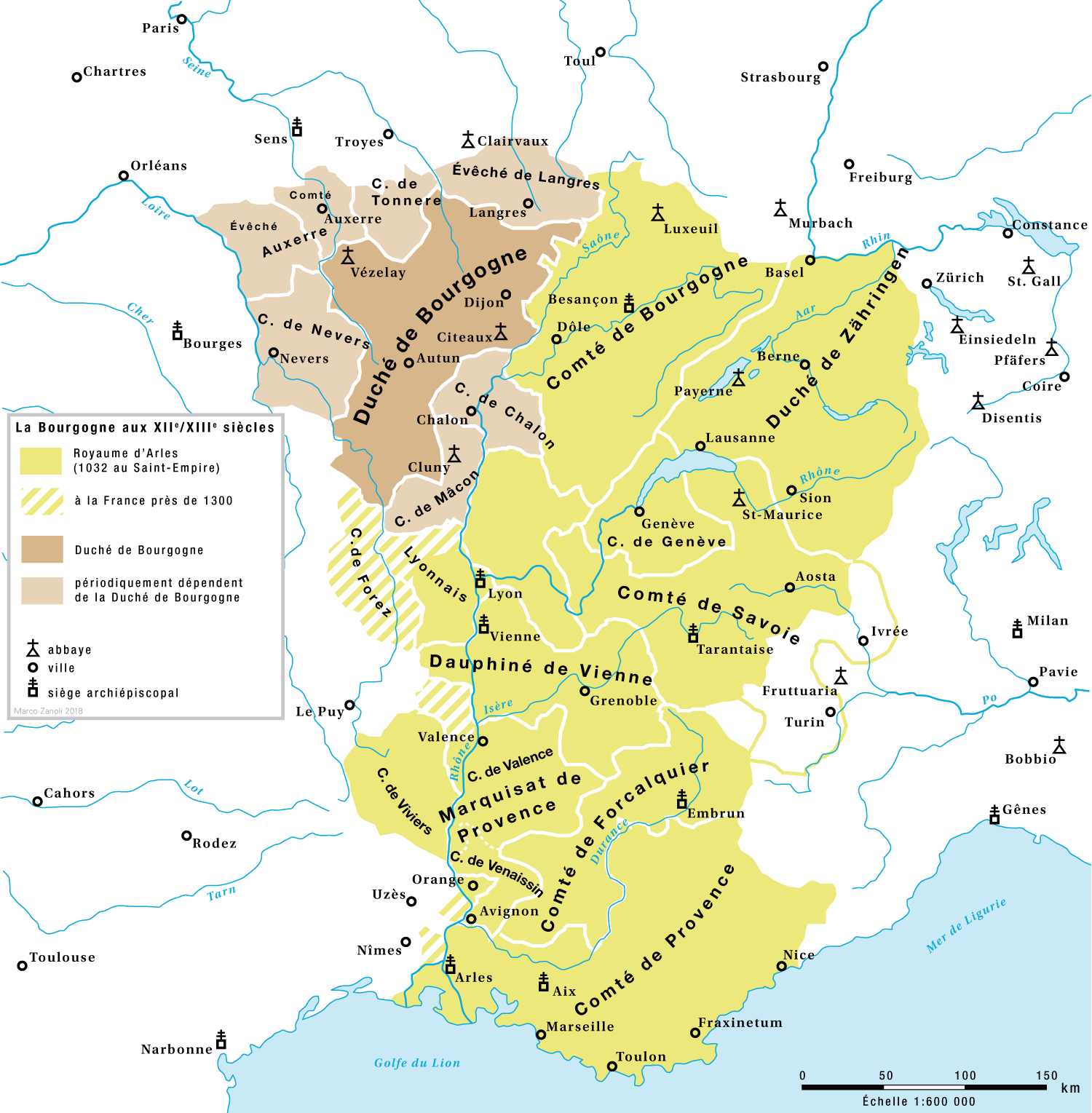
Le royaume d'Arles et le duché de Bourgogne aux.

Le royaume d'Arles était la somme de deux grands ensembles qui avaient fusionné, eux-mêmes subdivisés en comtés:

#### Haute Bourgogne
- Comté de Bourgogne
  - Principauté épiscopale de Besançon
- Comté de Genève

- Comté de Montbéliard
- Duché de Zähringen

#### Basse Bourgogne
Bourgogne Cisjurane:
- Comté de Lyon
  - Bresse
  - Dombes
  - Beaujolais
- Comté de Savoie
  - Bugey
  - Vallée d'Aoste
- Comté de Forez
- Comté de Vienne
  - Comté d'Albon

Bourgogne provençale ou Arlésienne:
- Comté du Vivarais
- Comtat Venaissin
- Comté de Provence
  - Marquisat de Provence
  - Comté de Forcalquier